# Fara (Eruli)
Fara (fl. VI secolo) (noto anche come Varo) fu un comandante delle forze Eruli leali all'impero bizantino vissuto nel VI secolo.
Viene brevemente citato da Procopio nel suo Storia delle guerre di Giustiniano. Gibbon fa notare, nel suo Storia del declino e della caduta dell'Impero romano, che Fara fu un ufficiale noto per la sua "onestà e sobrietà".

## Comandante contro i Persiani a Dara
Nel 530, da quanto dice Procopio, Fara e le sue forze supportarono i Romani a Dara contro l'invasione persiana dell'impero bizantino (526-530). In questa occasione guidò 300 Eruli prima contro fanteria e cavalleria persiane, e poi in un attacco sul fianco della retroguardia persiana.

## Agguato e cattura del re vandalo Gelimero
Nel 533-34 Fara intercettò il re dei Vandali Gelimero, intento a fuggire dall'Africa per cercare riparo in Spagna dopo la sconfitta subita nella battaglia di Ticameron. Fara bloccò Gelimero per tre mesi sui monti Pappuani in Africa settentrionale. Fara scrisse a Gelimero chiedendogli di arrendersi, garantendo che sarebbe stato trattato bene dall'imperatore Giustiniano I.
Secondo la traduzione fatta da Gibbon dell'opera di Procopio, Fara scrisse: 
(Traduzione fatta da Gibbon dell'opera di Procopio)
All'inizio Gelimero rifiutò, ma in seguito si arrese al generale Belisario, che lo inseguì fin dalla battaglia di Ticameron per poi unirsi a Fara.